# Големи десантни кораби проект 775
Големи десантни кораби проект 775 (според класификацията на НАТО: Ropucha, на полски: жаба) са серия съветски големи десантни кораби (на руски: БДК, Большой десантный корабль) построени в Полша от корабостроителницата „Stocznia Polnocna“ в Гданск. Корабите от проекта са предназначени за транспортиране и стоварване на десант, бойна техника и оборудване, както стоварването им на необорудвани крайбрежия. Способни са да транспортират различни видове бронирана техника, включая танкове.
Корабите от този проекта се явяват основата на руския десантен флот. До 1977 г. те се класифицират като „средни десантни кораби“.
За смяна на десантните кораби от проекта 775 са предназначени корабите от новия проект 778, първите два кораба са заложени отново в Гданск. След разпада на СССР, през 1992 г., двата недостроени кораба на новия проект са разрязани на стапелите за метал.

## Проект
ВМФ на СССР има нужда от нов десантен кораб за замяна на стареещите БДК от проекта 1171. Кораба трябва да бъде специално проектиран за десантни операции, да има по-мощно въоръжение и живучест, за разлика от проекта 1171, направен на основата на сухогрузите. Корабите от проекта трябва да заемат междинното място между „Носорозите“ и СДК. Проектирането се осъществява в Полша. Главен конструктор е полският инженер-корабостроител О. Висоцкий, а за главен наблюдател от страна на ВМФ на СССР е назначен отначало капитана 1-ви ранг Б. Н. Молодожников, а по-късно – гражданския специалист М. И. Рибников.

## Конструкция
Кораба има развита кърмова надстройка. На кърмата има херметичен подвижен лацпорт, нужен за товаренето на техниката от пирса при швартовка с кърмата. Танковият трюм върви по цялата дължина на корпуса, съединявайки лацпорта и носовата апарел, позволяваща да се провежда десантирането на амфибийната техника в морето при вълнение до 4 бала.

### Въоръжение
За обстрела на бреговите укрепления и унищожаването на живата сила на противника десантните кораби от проекта 775 използват две ПУ МС-73 за РСЗО А-215 „Град-М“ калибър 122-мм, способни да водят огън с интервал 0,5 секунди на далечина 21 км. От артилерийското въоръжение БДК имат две сдвоени 57-мм АУ АК-725 с дистанционно насочване. За усилване на огневата мощ и средствата за ПВО на БДК от проекта 775М вместо двете АК-725 е поставен артилерийски комплекс, в състава на който влизат една установка АК-176 и две установки АК-630М.

### Радиотехническо въоръжение
Управлението на механизмите за насочване на корабите от проекта 775 и 775/II се осъществява с помощта на приборите за управление на стрелбата МР-103 „Барс“, а на корабите от проекта 775/III за управлението на артилерийското въоръжение е поставена общата система за управление на огъня МР-123/176 „Вымпел“. За управлението на огъня на реактивната артилерия се поставя СУО ПС-73 „Гроза“.

Също корабите от проекта са оборудвани с радиолокационната станция за общ контрол МР-302 „Рубка“ с далечина на действие до 100 км (на корабите от пр. 775/III вместо МР-302 е поставена МР-352 „Позитив“) и две навигационни РЛС МР-212/201 с далечина на действие до 64 км (в хода на построяването и модернизациите на корабите може да се поставят различни НРЛС: „Дон“, „Вайгач“, „Миус“).

### Десантни възможности
Десантовместимост:
- 10 средни танка и 340 души;
- 12 единици бронетехника и 340 души;
- 3 средни танка, 3 САУ 2С9 Нона-С, 5 МТ-ЛБ, 4 товарни камиона и 313 души.

Или:
- вариант 1 – 13 средни (основни) танка;
- вариант 2 – 13 БТР-а;
- вариант 3 – 20 камиона;
- личен състав на десанта (при всички варианти на натоварване) – 150 души.

Размерите на товарния отсек са 55 × 6,5 × 4,5 м + 40 × 4,5 × 4,5 м., масата на товара – до 480 тона. Десанта е разположен в няколко кубрика и офицерски 4-местни каюти.

## Служба
За времето на своята служба корабите от този проект вземат участие в най-различни операции без да понесат загуби:
През 1986 г. с началото на поредния етап от гражданската война в Йемен евакуират съветските граждани от йеменския порт Аден.
През 1991 г. участват в евакуацията от Етиопия, от остров Нокра.
Активно се използват като сухогрузи за снабдяването на флотските части на Камчатка, Сахалин и Курилите.
Най-голямата съвременна военна операция с използването на кораби от този проекта е проведена през август 1999 г., когато 5 БДК приемат участие в доставката на руския контингент от умиротворителните сили в Югославия – за два рейса в Солун са доставени 260 единици техника и 650 души личен състав.
На 12 август 2008 г. два БДК от Черноморския флот на ВМФ на Русия – „Ямал“ и „Саратов“ под прикритието на МПК „Суздалец“ стоварват руски десант в грузинския порт Поти. Цел на операцията е унищожаването в порта на кораби на ВМС на Грузия. Със завършването на тази операция БДК остават на бойно дежурство при бреговете на Грузия до 26 септември.
На 22 март 2011 г., десантният кораб на ВМС на Украйна „Костянтин Ольшанський“ пристига в Либия, където се разгаря гражданска война, за да евакуира гражданите на Украйна. На борда му са приети 193 души, от тях 85 граждани на Украйна и 108 граждани на 14 други държави. На 4 април кораба пристига в Малта, където са свалени 79 души. На 11 април кораба пристига в Севастопол, доставяйки там граждани на Украйна и страни от ОНД.
С началото на военното противостояние в Сирия и до днес (декември 2015), БДК от дадения проект, от три от флотовете на Руската Федерация, вземат активно участие в доставката на товари за сирийското правителство (Сирийски експрес), през руската база за материално-техническо осигуряване в сирийския град Тартус.
В нощта на 5 към 6 март 2014 г., чрез потопяване у входа на залива Донузлав (АР Крим) от Черноморския флот на РФ на свои стари кораби, БДК „Константин Ольшанский“ е блокиран на своята стоянка. След 18 дни отбрана кораба е превзет от руските военнослужещи. Към началото на 2019 г., кораба се намира в дълговременно съхраняване в Севастопол, бидейки интерниран от Русия.

## Състав на серията
БДК от този проекта се строят от 1974 г. до 1985 г. За това време корабостроителницата „Stocznіa Polnocna“ в Полша произвежда 25 кораба от проекта 775 и 3 кораба от модернизирания проект (отличават се по въоръжение) 775М (775/III), с които е завършена серията. Главният кораб СДК-47 (със заводски №775/1) на проекта е построен през 1974 г. Един кораб през 1979 г. е експортиран в Йемен.
Цветовете в таблицата:

Бял – недостроен или утилизиран без да е спуснат на вода

 Зелен  – действащ в състава на руския ВМФ

 Жълт  – действащ в състава на чуждестранни ВМС или като граждански съд

 Червен  – списан, утилизиран или загубен

 Сив  – намира се на съхранение

| Название           | б/н             | Зав. №          | В строй           | Флот               | Състояние                           | Забележка                                                                  |
| Проект 775 – 12    | Проект 775 – 12 | Проект 775 – 12 | Проект 775 – 12   | Проект 775 – 12    | Проект 775 – 12                     | Проект 775 – 12                                                            |
| ------------------ | --------------- | --------------- | ----------------- | ------------------ | ----------------------------------- | -------------------------------------------------------------------------- |
| СДК-47 (БДК-47)    | 134             | 775/1           | 1 юли 1974        | ДЧБФ               | Отписан на 17 декември 1994         |                                                                            |
| СДК-48 (БДК-48)    | 061             | 775/2           | 30 юни 1975       | ЧТОФ               | Отписан на 5 юли 1994               |                                                                            |
| СДК-63 (БДК-63)    | 083             | 775/3           | 30 юни 1975       | ЧТОФ               | Отписан на 5 юли 1994               |                                                                            |
| СДК-90 (БДК-90)    | 058             | 775/4           | 30 ноември 1975   | ЧТОФ               | Отписан на 5 юли 1994               |                                                                            |
| СДК-91 (БДК-91)    | 012             | 775/5           | 30 юни 1976       | ЧСФ                | В строй                             | от 7 май 2000 – „Оленегорский горняк“                                      |
| СДК-181 (БДК-181)  | 083             | 775/6           | 9 октомври 1976   | ЧТОФ               | Отписан на 5 юли 1994               |                                                                            |
| СДК-182 (БДК-182)  | 027             | 775/7           | 30 ноември 1976   | ЧСФ                | В строй                             | от 9 февруари 1999 – „Кондопога“                                           |
| СДК-183 (БДК-183)  | 035             | 775/8           | 15 март 1977      | ЧСФ                | Отписан на 22 юни 2005              | от 10 април 2003 – „Котлас“                                                |
| СДК-197 (БДК-197)  | 055             | 775/9           | 21 септември 1977 | ЧТОФ               | Отписан на 5 юли 1994               |                                                                            |
| СДК-200 (БДК-200)  | 011             | 775/10          | 1977              | ЧСФ                | Отписан на 30 юни 1993              |                                                                            |
| СДК-55 (БДК-55)    | 031             | 775/11          | 30 юли 1978       | ЧСФ                | В строй                             | от 9 май 2001 – „Александр Отраковский“                                    |
| СДК-119 (БДК-119)  | н/д             | 775/12          | 27 февруари 1979  | ЧТОФ, ВМС на Йемен | В експлоатация                      | През 1979 е предаден на Йемен; отписан през 2002 г.; от 2002 г. – сухогруз |
| Проект 775/II — 13 |                 |                 |                   |                    |                                     |                                                                            |
| БДК-14             | 070             | 775/13          | 31 август 1981    | ЧТОФ               | Отписан на 3 май 2001               |                                                                            |
| БДК-101            | 066             | 775/14          | 19 декември 1981  | ЧТОФ               | В строй                             | от 24 януари 2006 – „Ослябя“                                               |
| БДК-105            | 125             | 775/15          | 2 март 1982       | ДЧБФ               | Отписан на 10 април 2002            |                                                                            |
| БДК-98             | 055             | 775/16          | 28 септември 1982 | ЧТОФ               | В строй                             | от 25 юли 2011 – „Адмирал Невельской“                                      |
| БДК-32             | 039             | 775/17          | 1982              | ЧСФ                | Отписан на 10 април 2002            |                                                                            |
| БДК-43             | 127             | 775/18          | 30 май 1983       | ДЧБФ               | В строй                             | от 16 септември 2000 – „Минск“                                             |
| БДК-58             | 102             | 775/19          | 9 декември 1984   | ДЧБФ               | В строй                             | от 30 април 1999 – „Калининград“                                           |
| БДК-45             | 016             | 775/20          | 5 март 1985       | ЧСФ                | В строй                             | от 27 юли 2002 – „Георгий Победоносец“                                     |
| БДК-56             | 402             | 775/21          | 1985              | ЧЧФ                | ВМС на Украйна, интерниран от Русия | от 1991 г. – „Константин Ольшанский“                                       |
| БДК-60             | 110             | 775/22          | 31 декември 1985  | ДЧБФ               | В строй                             | от 12 ноември 1986 – „Александр Шабалин“                                   |
| БДК-64             | 158             | 775/23          | 30 септември 1986 | ЧЧФ                | В строй                             | от 10 май 1989 – „Цезар Куников“                                           |
| БДК-46             | 142             | 775/24          | 30 ноември 1987   | ЧЧФ                | В строй                             | от юли 2002 г. – „Новочеркаск“                                             |
| БДК-67             | 156             | 775/25          | 30 април 1988     | ЧЧФ                | В строй                             | от 3 януари 2002 – „Ямал“                                                  |
| Проект 775/III — 3 |                 |                 |                   |                    |                                     |                                                                            |
| БДК-54             | 151             | 775/26          | 12 октомври 1990  | ЧЧФ                | В строй                             | от 23 ноември 1998 – „Азов“                                                |
| БДК-11             | 077             | 775/27          | 10 април 1991     | ЧТОФ               | В строй                             | от 24 януари 2006 – „Пересвет“                                             |
| БДК-61             | 130             | 775/28          | 10 юли 1991       | ДЧБФ               | В строй                             | от 30 август 2000 – „Корольов“                                             |

## Фотографии
- БДК „Азов“ Севастопол.
- БДК „Новочеркаск“ в порта на Новоросийск.
- БДК „Минск“ от Балтийския флот на ВМФ на Русия, 2011 г.
- БДК „Александр Шабалин“ на парада в Деня на ВМФ, Санкт-Петербург, 2012 г.
- БДК „Константин Ольшанский“ морски десант
- БДК „Адмирал Невелской“ в пролива Източен Босфор, 2014 г.
- БДК „Цезар Куников“.
- БДК „Королев“.
- БДК „Кондопога“